# Tournoi des Cinq Nations 1967
Navigation
Tournoi 1966 Tournoi 1968
Le Tournoi des Cinq Nations 1967, joué du 14 janvier au 15 avril 1967, est remporté par la France, bien qu'elle ait perdu le match d'ouverture face à l'Écosse.

## Classement
- Légende :

J matchs joués, V victoires, N matchs nuls, D : défaites
PP points pour, PC points contre, Δ : différence de points PP-PC
Pts points de classement (barème : 2 points pour une victoire, 1 point en cas de match nul, rien pour une défaite)
T : Tenant du titre 1966.
| Rang | Nations            | J | V | N | D | PP | PC | Δ   | Pts |
| ---- | ------------------ | - | - | - | - | -- | -- | --- | --- |
| 1    | France             | 4 | 3 | 0 | 1 | 55 | 41 | +14 | 6   |
| 2    | Angleterre         | 4 | 2 | 0 | 2 | 68 | 67 | +1  | 4   |
| 2    | Irlande            | 4 | 2 | 0 | 2 | 17 | 22 | -5  | 4   |
| 2    | Écosse             | 4 | 2 | 0 | 2 | 37 | 45 | -8  | 4   |
| 5    | Pays de Galles (T) | 4 | 1 | 0 | 3 | 53 | 55 | -2  | 2   |

- La meilleure attaque revient à l'Angleterre, la meilleure défense à l'Irlande, tandis que la France réalise la meilleure différence de points.

## Résultats
Toutes les dix rencontres ont lieu un samedi sur huit dates :
| Date et lieu                | Nation hôte    | Score   | Nation invitée |
| --------------------------- | -------------- | ------- | -------------- |
| 14 janvier 1967 à Paris     | France         | 08 - 9  | Écosse         |
| 4 février 1967 à Édimbourg  | Écosse         | 11 - 5  | Pays de Galles |
| 11 février 1967 à Dublin    | Irlande        | 03 - 8  | Angleterre     |
| 25 février 1967 à Londres   | Angleterre     | 12 - 16 | France         |
| 25 février 1967 à Édimbourg | Écosse         | 03 - 5  | Irlande        |
| 11 mars 1967 à Cardiff      | Pays de Galles | 00 - 3  | Irlande        |
| 18 mars 1967 à Londres      | Angleterre     | 27 - 14 | Écosse         |
| 1er avril 1967 à Paris      | France         | 20 - 14 | Pays de Galles |
| 15 avril 1967 à Dublin      | Irlande        | 06 - 11 | France         |
| 15 avril 1967 à Cardiff     | Pays de Galles | 34 - 21 | Angleterre     |

## Les matchs de la France
Fiches techniques de ces quatre rencontres :

### France - Écosse
L'Écosse bat son hôte de peu, rien qu'au pied :
| 14 janvier 1967 Beau temps | France Capitaine : Darrouy                                     | 8 - 9 (3-6) | Écosse Capitaine : P. Fisher                   | Stade Yves-du-Manoir, Colombes Bon terrain 32 000 spectateurs Arbitre : K. Kelleher |
| 14 janvier 1967 Beau temps | Essai(s) : 2 Duprat, Carrère Transformation(s) : 1/2 Gachassin |             | Pénalité(s) : 2 S. Wilson Drop(s) : B. Simmers | Stade Yves-du-Manoir, Colombes Bon terrain 32 000 spectateurs Arbitre : K. Kelleher |
| 14 janvier 1967 Beau temps |                                                                |             |                                                | Stade Yves-du-Manoir, Colombes Bon terrain 32 000 spectateurs Arbitre : K. Kelleher |

### Angleterre - France
Seconde victoire consécutive des Bleus face aux joueurs de la Rose :
| 25 février 1967 Temps gris avec pluie en fin de match ; vent favorisant l'Angleterre puis la France. | Angleterre Capitaine : P. Judd               | 12 - 16 (9-13) | France Capitaine : Darrouy                                                                                              | Twickenham, Londres Bonne pelouse 70 000 spectateurs Arbitre : P. D'Arcy |
| 25 février 1967 Temps gris avec pluie en fin de match ; vent favorisant l'Angleterre puis la France. | Pénalité(s) : 3 R. Hosen Drop(s) : J. Finlan |                | Essai(s) : 2 Dourthe, Duprat Transformation(s) : 2/2 G. Camberabero Pénalité(s) : G Camberabero Drop(s) : G Camberabero | Twickenham, Londres Bonne pelouse 70 000 spectateurs Arbitre : P. D'Arcy |
| 25 février 1967 Temps gris avec pluie en fin de match ; vent favorisant l'Angleterre puis la France. |                                              |                | | Twickenham, Londres Bonne pelouse 70 000 spectateurs Arbitre : P. D'Arcy |

### France - pays de Galles
Troisième réception victorieuse consécutive du pays de Galles par la France :
| 1er avril 1967 Beau temps avec soleil intermittent. | France Capitaine : Darrouy | 20 - 14 (9-6) | Pays de Galles Capitaine : Pask                                                      | Stade Yves-du-Manoir, Colombes Terrain impeccable 39 367 spectateurs Arbitre : P. D'Arcy |
| 1er avril 1967 Beau temps avec soleil intermittent. | Essai(s) : 3 Dauga, Dourthe G. Camberabero Transformation(s) : 1/3 G. Camberabero Pénalité(s) : G. Camberabero Drop(s) : 2 G Camberabero |               | Essai(s) : Bebb Transformation(s) : Price Pénalité(s) : 2 Price Drop(s) : S. Watkins | Stade Yves-du-Manoir, Colombes Terrain impeccable 39 367 spectateurs Arbitre : P. D'Arcy |
| 1er avril 1967 Beau temps avec soleil intermittent. | |               |                                                                                      | Stade Yves-du-Manoir, Colombes Terrain impeccable 39 367 spectateurs Arbitre : P. D'Arcy |

### Irlande - France
La France est invaincue face à l'Irlande depuis 1960 (avec un match nul en 1965) :
| 15 avril 1967 Temps gris et doux ; vent favorisant l'Irlande puis la France. | Irlande Capitaine : Murphy                 | 6 - 11 (3-5) | France Capitaine : Darrouy                                                        | Lansdowne Road, Dublin Bonne pelouse 50 000 spectateurs Arbitre : R. Burrell |
| 15 avril 1967 Temps gris et doux ; vent favorisant l'Irlande puis la France. | Essai(s) : M. Molloy Pénalité(s) : Kiernan |              | Essai(s) : Cabanier Transformation(s) : G. Camberabero Drop(s) : 2 G. Camberabero | Lansdowne Road, Dublin Bonne pelouse 50 000 spectateurs Arbitre : R. Burrell |
| 15 avril 1967 Temps gris et doux ; vent favorisant l'Irlande puis la France. |                                            |              |                                                                                   | Lansdowne Road, Dublin Bonne pelouse 50 000 spectateurs Arbitre : R. Burrell |